# طرف علوي للزند
الطرف العلوي للزند (بالإنجليزية: upper extremity of ulna)‏ أو الطرف القريب للزند (بالإنجليزية: proximal extremity of ulna)‏ هو ذلك الجزء من عظم الزند الأقرب للكتف ، على عكس الطرف السفلي للزند الذي هو الأقرب لليد.
الطرف العلوي للزند فيه نتوئان مقوسان هما : الناتئ المرفقي (بالإنجليزية: Olecranon) و الناتئ الإكليلاني (بالإنجليزية: Coronoid process) ، وفيه أيضاً تجويفان مفصليان مقعران : الثلمة البكرية للزند (بالإنجليزية: Trochlear notch) و الثلمة الكعبرية للزند (بالإنجليزية: Radial notch).

## الناتئ المرفقي
الناتئ المرفقي (بالإنجليزية: Olecranon) أو الناتئ الزُجّي للزند هو بروز مقوّس عريض وسميك يقع خلف الجزء العلوى لعظم الزند. وهو ينحني إلى الأمام عند قمة العظم ليشكل شفّة ناتئة يمكنها عند بسط الذراع الدخول في الحفرة الزُجّية (بالإنجليزية: Olecranon fossa) التي هي انخفاض عميق بالعظم بالناحية الخلفية لعظم العضد.
تضيق قاعدة الناتئ المرفقي عند اتصالها بجسم العظم في أضيق جزء للطرف العلوي للزند. سطحها الخلفي المتجه للخلف أملس ناعم ومثلثي الشكل ويقع تحت الجلد مباشرة ويغطيه كيس جرابي زليلي (بالإنجليزية: bursa).
السطح العلوي على صورة شكل رباعي الأضلاع يوجد وراءه انطباعا خشناً لارتكاز العضلة العضدية ثلاثية الرؤوس. ومن الأمام بالقرب من الحافة يوجد أخدود (ثلم) مستعرض طفيف لارتكاز جزء من الرباط الخلفي لمفصل المرفق. السطح الأمامى أملس وناعم ومقعر و يشكّل الجزء العلوى من الثلمة الهلالية (الثلمة البكرية للزند).
حدود النتوء المرفقي مستمرة مع أخدود (ثلم) حافة السطح العلوي ويرتكز عليها أربطة كالتالي ؛ من الجانب الإنسي : الجزء الخلفي من الرباط الجانبي الزندي، ومن الجانب الوحشي :الرباط الخلفي.
من الحافة الإنسية ينشأ جزء من العضلة المثنية الزندية للرسغ ؛ وفي الحافة الوحشية ترتكز العضلة المرفقية .

## الناتئ الإكليلاني
الناتئ الإكليلاني (بالإنجليزية: Coronoid process) هو بروز مثلثي الشكل يمتد للأمام خارجا من الجانب الأمامي العلوي (القريب) من عظم الزند. قاعدته مستمرة مع جسم العظم، وذات صلابة فائقة. قمّته مدببة ومتقوسة قليلا إلى أعلى، وعند ثني الساعد تدخل في الحفرة الإكليلانية لعظم العضد. سطحه العلوي مصقول ناعم ومقعّر، ويشكل الجزء السفلي من الثلمة الهلالية (الثلمة البكرية للزند). سطحه السفلي-الوحشي مقعّر، يتميز بانطباع خشن ترتكز عليه العضلة العضدية ، وهناك بروز خشن يقع عند اتصال ذلك السطح مع مقدمة جسم العظم، يسمّى هذا البروز: أحدوبة الزند (بالإنجليزية: tuberosity of the ulna)‏ ويرتكز عليها جزء من العضلة العضدية ، كما أن الحافة الوحشية لها (لأحدوبة الزند) يرتكز فيها رباط : الحبل المائل لمفصل المرفق. سطحه الوحشيّ فيه انخفاض مفصلي ضيق ومستطيل هو الثلمة الكعبرية للزند. سطحه الإنسيّ بحافته الحرة الناتئة يساعد على ارتكاز جزء من الرباط الجانبي الزندي. في الجزء الأمامي من هذا السطح نتوء مستدير صغير ينشأ منه أصل أحد رؤوس العضلة المثنية السطحية للأصابع ، وخلف هذا النتوء انخفاض ينشأ منه جزء من العضلة المثنية العميقة للأصابع ، و تحت هذا النتوء نزولا يوجد حرف آخر ينشأ منه أحد رؤوس العضلة الكابة المدورة. في كثير من الأحيان، تنشأ العضلة المثنية الطويلة لإبهام اليد من الجزء السفلي للناتئ الإكليلاني بواسطة حزمة جامعة من الألياف العضلية.

## الثلمة البكرية للزند
الثلمة البكرية للزند (بالإنجليزية: Trochlear notch) أو الثلمة الهلالية (بالإنجليزية: semilunar notch, or  greater sigmoid cavity)‏ هي انخفاض كبير يقع أعلى عظم الزند ما بين الناتئ المرفقي و الناتئ الإكليلاني ، ويخدم التمفصل مع البكرة العضدية لعظم العضد. في وسط الثلمة الهلالية انبعاج من كلتا الجهتين، يضيق عند منتصف المسافة بين الناتئ المرفقي و الناتئ الإكليلاني تقريبا (انظر الصورة) ويمثّل نقطة التقاء الناتئين.
الثلمة الهلالية مقعرة من أعلى إلى أسفل، ويقسمها حرف أملس يمتد من قمة الناتئ المرفقي إلى نهاية طرف الناتئ الإكليلاني إلى جانبين: جانب إنسي وجانب وحشي . الجزء الأنسي هو الأكبر، ومقعر قليلا بالعرض أما الجزء الوحشي فمحدب أعلاه، ومقعر قليلا أدناه.

## الثلمة الكعبرية للزند
الثلمة الكعبرية للزند (بالإنجليزية: Radial notch) هي انخفاض مفصلي ضيق ومستطيل و مقعّر يقع على الجانب الوحشي من الناتئ الإكليلاني ، و تستقبل السطح المفصلي لرأس الكعبرة ، وهي مقعرة من الأمام إلى الخلف، وحوافها البارزة تخدم اتصال الرباط الحلقي الكعبري.
انظر أيضا
- قائمة مصطلحات تشريح المواضع.

### صور إضافية

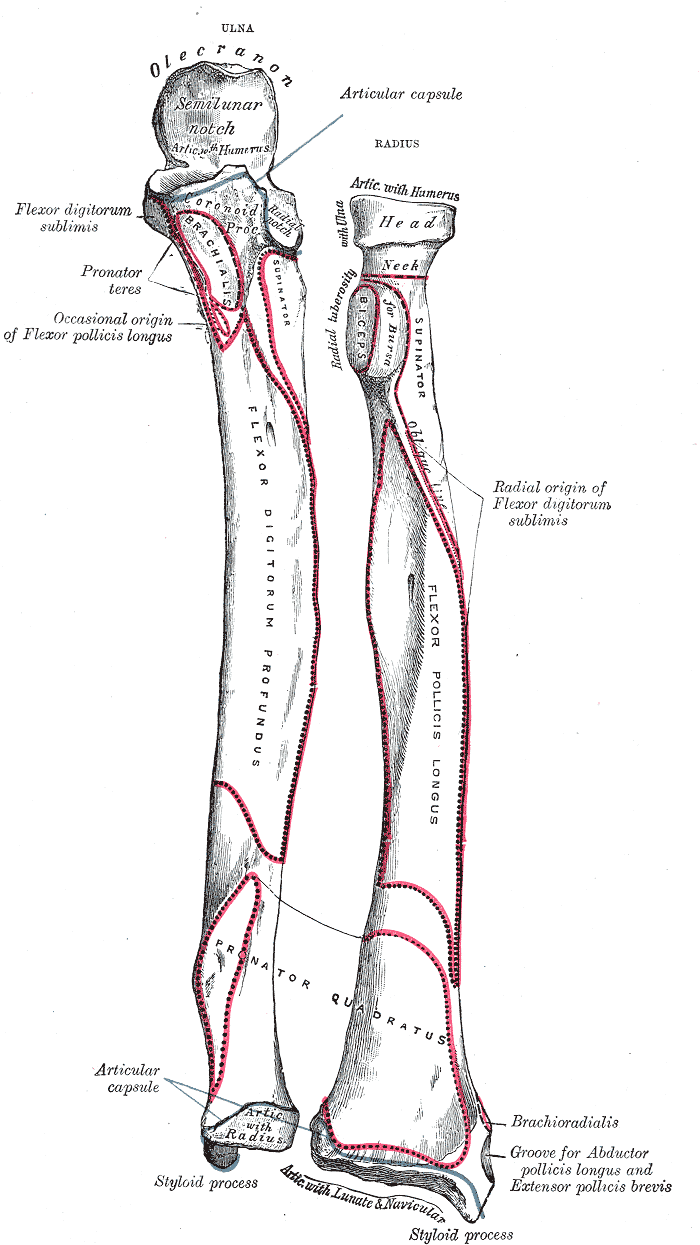
عظام الساعد الأيسر ، نظرة أمامية.
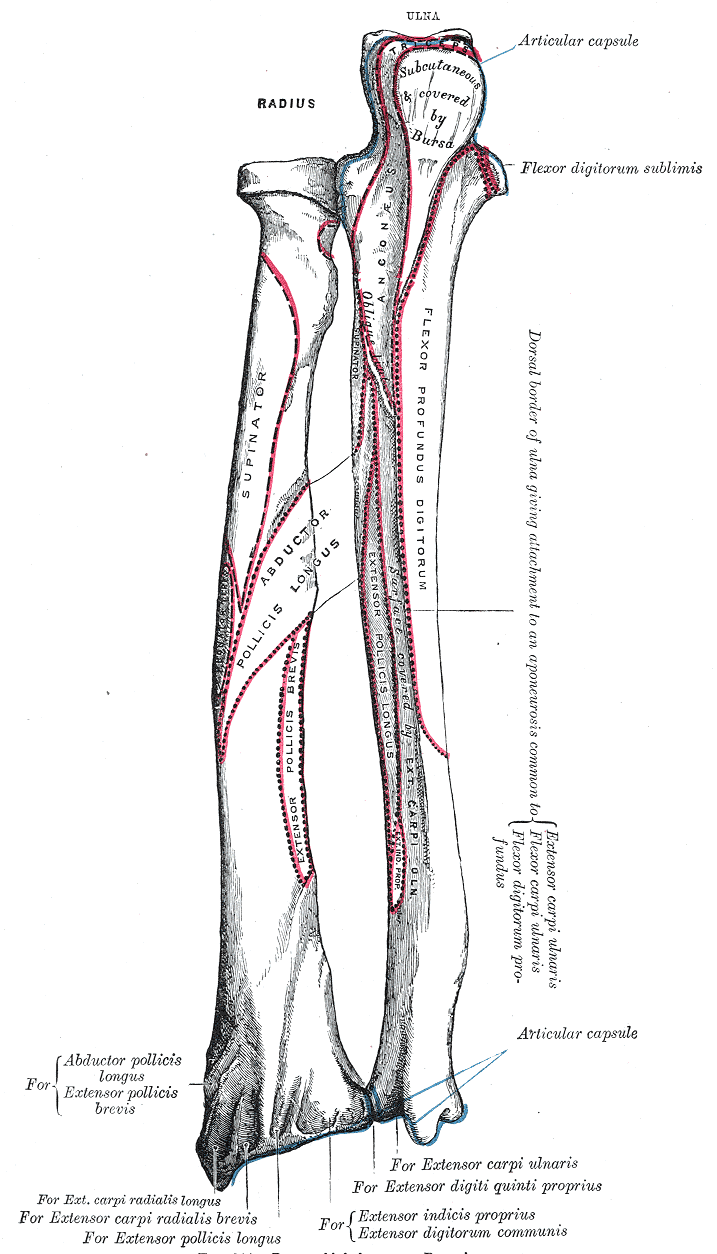
عظام الساعد الأيسر ، نظرة خلفية.
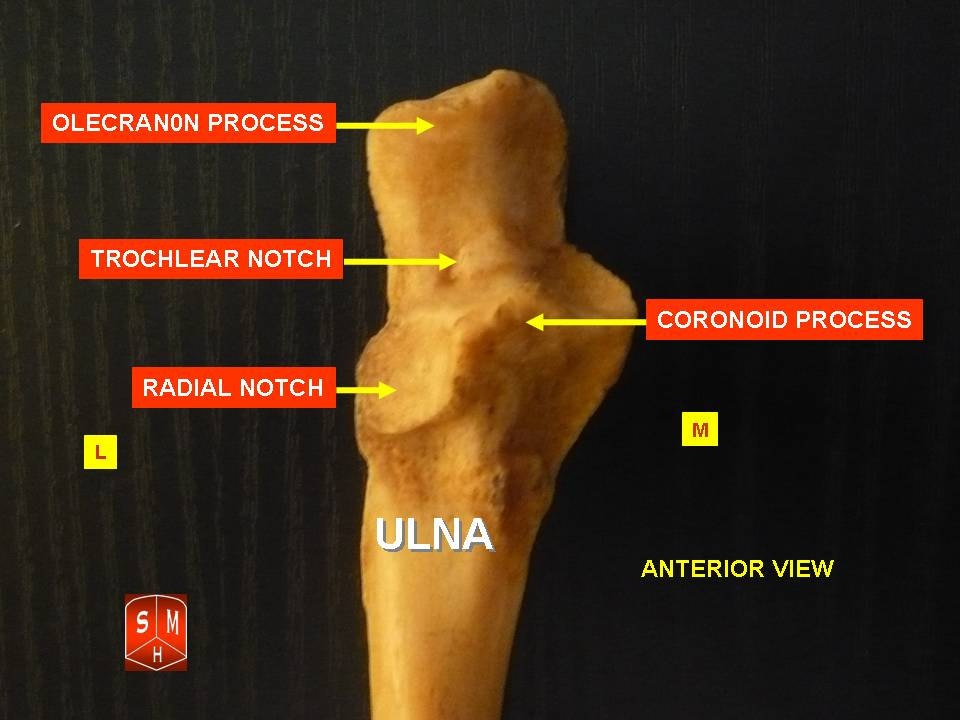
الطرف العلوي للزند ، نظرة أمامية.